# Türje
Türje là một thị trấn thuộc hạt Zala, Hungary. Thị trấn này có diện tích 38,23 km², dân số năm 2010 là 1707 người, mật độ 45 người/km².